# María Lombardo
Pour les articles homonymes, voir Lombardo.
María Sol Lombardo née le 10 mars 1999, est une joueuse argentine de hockey sur gazon. Elle évolue au poste de défenseure au Club Italiano et avec l'équipe nationale argentine.

## Carrière
- Elle a fait ses débuts en équipe première le 20 février 2022 contre l'Angleterre à Buenos Aires lors de la Ligue professionnelle 2021-2022[1].

## Palmarès
- : 1re à la Ligue professionnelle 2021-2022.